# ピエール・コガン
ピエール・コガン（Pierre Cogan、1914年1月10日 - 2013年1月5日）は、フランス、オーレー出身の元自転車競技（ロードレース）選手。
実弟のジョゼフも元ロードレース選手だった。
2013年1月5日、ヴィル＝ダヴレーの自宅で死去。98歳没。

## 来歴
1935年
- ツール・ド・フランス 総合11位

1936年
- GP西フランス・プルエー 優勝
- シルキュイ・デ・デュー＝セルヴェ 総合優勝
- ツール・ド・フランス 総合16位

1937年
- シルキュイ・ド・ロルヌ 優勝
- グランプリ・デ・ナシオン 優勝

1938年
- シルキュイ・ド・ロルヌ 優勝

1947年
- ツール・ド・フランス 総合12位

1949年
- ドーフィネ・リベレ 区間1勝（第4）
- ツール・ド・フランス 総合10位

1950年
- ツール・ド・フランス 総合7位

1951年
- ツール・ド・フランス 総合19位